# 埃瑟爾 (密蘇里州)
埃瑟爾（英語：Ethel）是位於美國密蘇里州梅肯縣的城市。

## 人口
根據2020年美國人口普查的數據，埃瑟爾的面積為0.60平方千米，皆為陸地。當地共有人口41人，而人口密度為每平方千米68人。